# Social kompetens
Social kompetens handlar om en individs förmåga (kompetens) att samspela med andra personer. Att fungera väl i olika sociala situationer och olika sociala grupper handlar om att i balans kunna samverka med andra individer på ett sätt som dels innebär att man fortsätter upprätthålla en god kommunikation med andra, dels inte inskränker den egna särarten eller värdegrunden.
Social kompetens förväxlas ofta med att vara utåtriktad eller pratglad. Det finns ingen exakt beskrivning av vad social kompetens är, men i enkla ordalag handlar social kompetens mycket om att kunna lyssna aktivt och ta till sig av det andra säger, att kunna tala så att andra blir intresserade och förstår, samt att visa hänsyn till andra och kunna sätta sig in i andra individers känslor.
Det är vanligt att arbetsgivare efterfrågar social kompetens bland sina anställda. Man kan utveckla sin sociala kompetens genom kunskap och att vara uppmärksam på sitt beteende. Man kan även ta hjälp av en särskild coach.